# Тихонова (присілок)
Ти́хонова (рос. Тихонова) — присілок у складі Байкаловського району Свердловської області. Входить до складу Краснополянського сільського поселення.
Населення — 120 осіб (2010, 142 у 2002).
Національний склад населення станом на 2002 рік: росіяни — 95 %.